# Lourdeskapelle (Molpertshaus)
Die römisch-katholische Lourdeskapelle ist eine Kapelle in Molpertshaus bei Wolfegg im oberschwäbischen Landkreis Ravensburg in Baden-Württemberg.

## Lage
Die Lourdeskapelle befindet sich am nordöstlichen Rand von Molpertshaus, am Ende des Haidweg und des Kreuzweg Molpertshaus.
Der Fußweg von der Kirche St. Katharina über den Kreuzweg zur Lourdeskapelle ist etwa 500 Meter lang.
Kirchlich gehört sie zur Seelsorgeeinheit Oberes Achtal im Dekanat Allgäu-Oberschwaben, welches Teil der Diözese Rottenburg-Stuttgart, der Kirchenprovinz Freiburg und somit Teil der Römisch-katholischen Kirche in Deutschland ist.

## Geschichte
Die Lourdeskapelle am Ende des Kreuzwegs, auf dem sogenannten hinteren Moosberg, wurde auf Initiative von Bauer Benedikt Sturm errichtet. Bischof Carl Josef Lipp erteilte am 27. September 1887 die Genehmigung unter der Auflage, dass keine Messen oder öffentlichen Maiandachten abgehalten werden durften. Ein wesentlicher Teil der Finanzierung wurde von Fürstin Sofie von Wolfegg übernommen.
Ursprünglich war die Kapelle im Besitz von Benedikt Sturm. Nach dessen Konkurs wurde im Zuge der Zwangsvollstreckung am 7. August 1893 der Hof und die Kapelle zum Verkauf ausgeschrieben. Durch einen Stiftungsvertrag vom 28. Juni 1888 konnte die Trennung von der Konkursmasse erreicht werden. Dieser Vertrag legte fest, dass die Kapelle und der zugehörige Weg bei einem Eigentümerwechsel des Hofes an die Pfarrgemeinde übergehen sollten. Die Kapelle wurde zu Ehren der unbefleckten Empfängnis der allerseligsten Jungfrau Maria erbaut. Die Lourdeskapelle und der Kreuzweg gingen schließlich erst im Jahr 1913 endgültig in den Besitz der Pfarrei über.